# اچ‌ام‌اس آنسوروینگ (پی۶۳)
اچ‌ام‌اس آنسوروینگ (پی۶۳) (به انگلیسی: HMS Unswerving (P63)) یک زیردریایی بود که طول آن ۵۸٫۲۲ متر (۱۹۱٫۰ فوت) بود. این زیردریایی در سال ۱۹۴۳ ساخته شد.